# Ena Kajević
Ena Kajević (* 12. Juni 1996) ist eine kroatische Tennisspielerin.

## Karriere
Ena Kajević begann im Alter von sieben Jahren mit dem Tennisspielen und bevorzugt den Hartplatz als Spielbelag. Sie spielt vor allem Turniere auf der ITF Women’s World Tennis Tour, wo sie aber bislang noch keinen Titel erringen konnte.
Ihr erstes Profiturnier bestritt Kajević im September 2011 in Umag. Im Juni und Juli 2017 erreichte sie zwei Finals im Doppel bei mit 10.000 US-Dollar dotierten Turnieren.
Das erste Turnier auf der WTA Tour bestritt sie im April 2018, wo sie in der Qualifikation des TEB BNP Paribas İstanbul Cup antrat. Sie verlor ihr erstes Spiel gegen Anna Kalinskaja mit 4:6 und 4:6.